# 選集
選集（anthology）是由作者選擇自己的一些作品收錄而成的。輯錄的可能是詩詞、短篇故事、劇本、歌曲或者文章的摘錄。在類型小說當中，「選集」是用以收錄作者較短篇的作品，例如短篇故事和短篇小說，一般只有一冊。
完整收錄所有作品的通常名為全集。

## 媒體
電台、電視、電影、漫畫以及其他媒體都會出版選集以輯錄一系列的節目或作品。
詳見獨立單元劇。

## 傳統
在東亞傳統當中，選集被認為是编纂某特定詩詞體裁的一種方式。這裏涉及對詩詞發展模式的假定：任何一種體裁，就例如日本和歌中的短歌，在歷史中的某個時期出現後，在稍後的時期得到大師們的賞識，最後達致普及（同時被一定程度地「稀釋」了）並獲得廣泛認可。在這個源於中國傳統的模式當中，為該體裁編輯選集的目的是要去蕪存菁。